# Ел Скот Колдуел
Ел Скот Колдуел (на английски: L. Scott Caldwell) (родена на 17 април 1950 г.) е американска актриса, позната с ролята си на Роуз в „Изгубени“.

## Личен живот
През 1973 г. ражда сина си Оминара от брака си с Джон Колдуел. Двамата се развеждат в началото на 80-те. През 2004 г. се омъжва повторно за Дейзъл Банкс, който умира от рак през 2005 г.

## Филмография

### Телевизия
- „Престъпни намерения“ – 2013 г.
- „Частна практика“ – 2012 г.
- „От местопрестъплението“ – 2011 г.
- „Анатомията на Грей“ – 2011 г.
- „Опасни улици“ – 2009–2013 г.
- „Тайният живот на една тийнейджърка“ – 2008–2013 г.
- „Безследно изчезнали“ – 2007 г.
- „Изкуплението на Грейс“ – 2007 г.
- „Изгубени“ – 2004–2010 г.
- „Забравени досиета“ – 2004 г.
- „Шепот от отвъдното“ – 2006 г.
- „Спешно отделение“ – 2004–2006 г.
- „Клъцни/Срежи“ – 2003 г.
- „Адвокатите“ – 2001 г.
- „Отделът“ – 2001 г.
- „Съдия Ейми“ – 1999–2000 г.
- „Чикаго Хоуп“ – 1999 г.
- „Военна прокуратура“ – 1999 г.
- „Убийство първа степен“ – 1997 г.
- „Хамелеонът“ – 1996 г.
- „Огнената Грейс“ – 1995 г.
- „Мелроуз Плейс“ – 1994 г.
- „Лоис и Кларк: Новите приключения на Супермен“ – 1993 г.

### Филми
- „Сътресение“ – 2015 г.
- „Водно конче“ – 2002 г.
- „Гореща Аляска“ – 1999 г.
- „Дявол в синя рокля“ – 1995 г.
- „Мрежата“ – 1995 г.
- „Беглецът“ – 1993 г.